# Ashleigh Barty
Ashleigh Barty (sinh ngày 24 tháng 4 năm 1996) là một cựu vận động viên quần vợt chuyên nghiệp và là cựu vận động viên cricket người Úc. Cô là vận động viên người Úc được xếp hạng hàng đầu ở cả đơn nữ và đôi nữ, và được Hiệp hội quần vợt nữ (WTA) xếp hạng cao thứ 1 đánh đơn và số 5 ở nội dung đôi. Barty đã giành được năm danh hiệu đơn và mười danh hiệu đôi của WTA Tour, bao gồm một danh hiệu đơn Grand Slam tại Pháp mở rộng 2019 và một danh hiệu đôi Grand Slam tại US Open 2018 với đồng đội CoCo Vandeweghe.
Sinh ra ở Ipswich ở Queensland, Barty bắt đầu chơi tennis từ năm bốn tuổi ở thành phố Brisbane gần đó. Cô đã có một sự nghiệp trẻ đầy triển vọng, đạt thứ hạng cao thứ 2 trên thế giới sau khi giành được danh hiệu đơn nữ trẻ tại Wimbledon năm 2011. Khi còn là thiếu niên, Barty đã sớm thành công trong đánh đôi tại WTA Tour năm 2013, kết thúc với vị trí Á quân tại ba sự kiện đôi Grand Slam với cựu binh Casey Dellacqua, kể cả tại Úc Mở rộng khi chỉ mới 16 tuổi. Cuối mùa giải 2014, Barty quyết định nghỉ chơi quần vợt vô thời hạn. Cô đã chơi cricket trong thời gian nghỉ này, ký hợp đồng với đội Brisbane Heat, chơi trong giải Liên đoàn Phụ nữ Big Bash mặc dù không được đào tạo chính thức về môn thể thao này.
Barty trở lại quần vợt vào đầu năm 2016 ngay trước khi tròn 20 tuổi. Mặc dù cô đã giành chiến thắng trong giải đấu đầu tiên tại ITF circuit, nhưng cuối cùng, sự nghiệp năm 2016 của cô đã bị hủy hoại vì chấn thương cánh tay. Năm 2017, Barty đã có một năm đột phá ở nội dung đơn, giành được danh hiệu WTA đầu tiên của cô tại Malaysia Open và vươn lên vị trí thứ 17 trên thế giới mặc dù chưa bao giờ được xếp hạng trong top 100 trước khi tạm nghỉ quần vợt. Cô cũng có một năm sung mãn trong trận đấu tay đôi với Dellacqua, đỉnh cao là lần đầu tiên xuất hiện tại WTA Finals. Cô tiếp tục thành công với sự nghiệp đánh đơn trong hai năm tiếp theo với các danh hiệu cấp cao tại WTA Elite Trophy 2018 và Miami Open 2019, trước khi giành danh hiệu đơn nữ Grand Slam tại Giải Pháp mở rộng 2019. Ngay cả khi Dellacqua nghỉ chơi quần vợt vào đầu năm 2018, Barty cũng tiếp tục cải thiện sự nghiệp đánh đôi, kể từ khi giành được năm danh hiệu đôi lớn nhất trong sự nghiệp, bao gồm cả danh hiệu Grand Slam đầu tiên của cô tại US Open 2018. Năm 2021, cô giành được danh hiệu Grand Slam đầu tiên trên mặt sân cỏ là Wimbledon sau khi đánh bại Karolina Pliskova với tỉ số 6-3, 6-7 (4-7), 6-3.
Vào ngày 23 tháng 3 năm 2022, cô bất ngờ tuyên bố giải nghệ năm 25 tuổi lúc cô đang ở ngôi vị số 1 trên bảng xếp hạng.